# Capoeiras
Capoeiras este un oraș în Pernambuco (PE), Brazilia.